# 等電点電気泳動
等電点電気泳動（とうでんてんでんきえいどう、英: Isoelectric focusing、略称：IEFもしくはEF）は、等電点の違いにより物質を分離する電気泳動の方法である。
pH勾配の存在下で電解質を電気泳動すると、電荷が0となる等電点まで移動して止まり、各物質が等電点の順に並ぶ。この原理を用いてタンパク質や薬品などの分離・分析を行う。タンパク質の電気泳動では、両性電解質溶液を電気泳動すると陽極側が酸性、陰極側がアルカリ性になり、ここにタンパク質を加えると各タンパク質が等電点の順に並ぶ。特に二次元電気泳動のうち1次元目によく用いられる。
1912年に、味の素開発に関連して池田菊苗がアミノ酸の分離に用いたのがこの方法の最初といわれる。